# Maine Coon

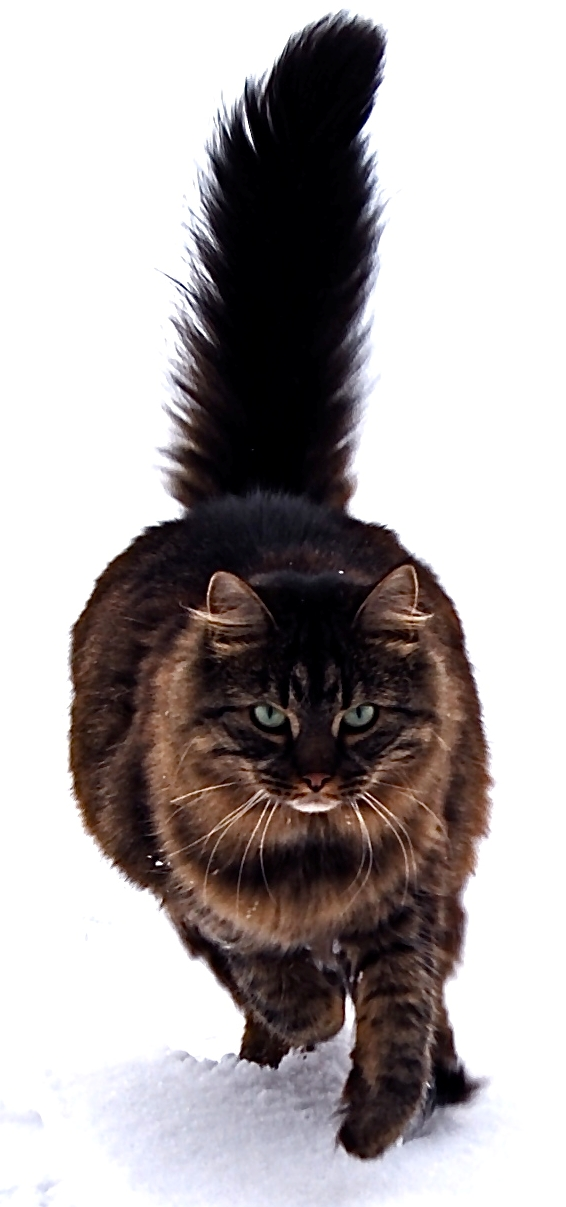
Maine Coon

El Maine coon, Coon de Maine o Mancoon és una raça de gat domèstic originària dels Estats Units.

## Història
Una popular història diu que Maria Antonieta d'Àustria, reina de França, en intentar escapar de França i els seus problemes s'embarca cap als Estats Units amb sis dels seus gats d'angora de Turquia amb l'ajuda del capità Samuel Clough. Maria Antonieta no va aconseguir arribar als Estats Units, però els seus gats arribaren a Wiscasset, Maine.

## Característiques

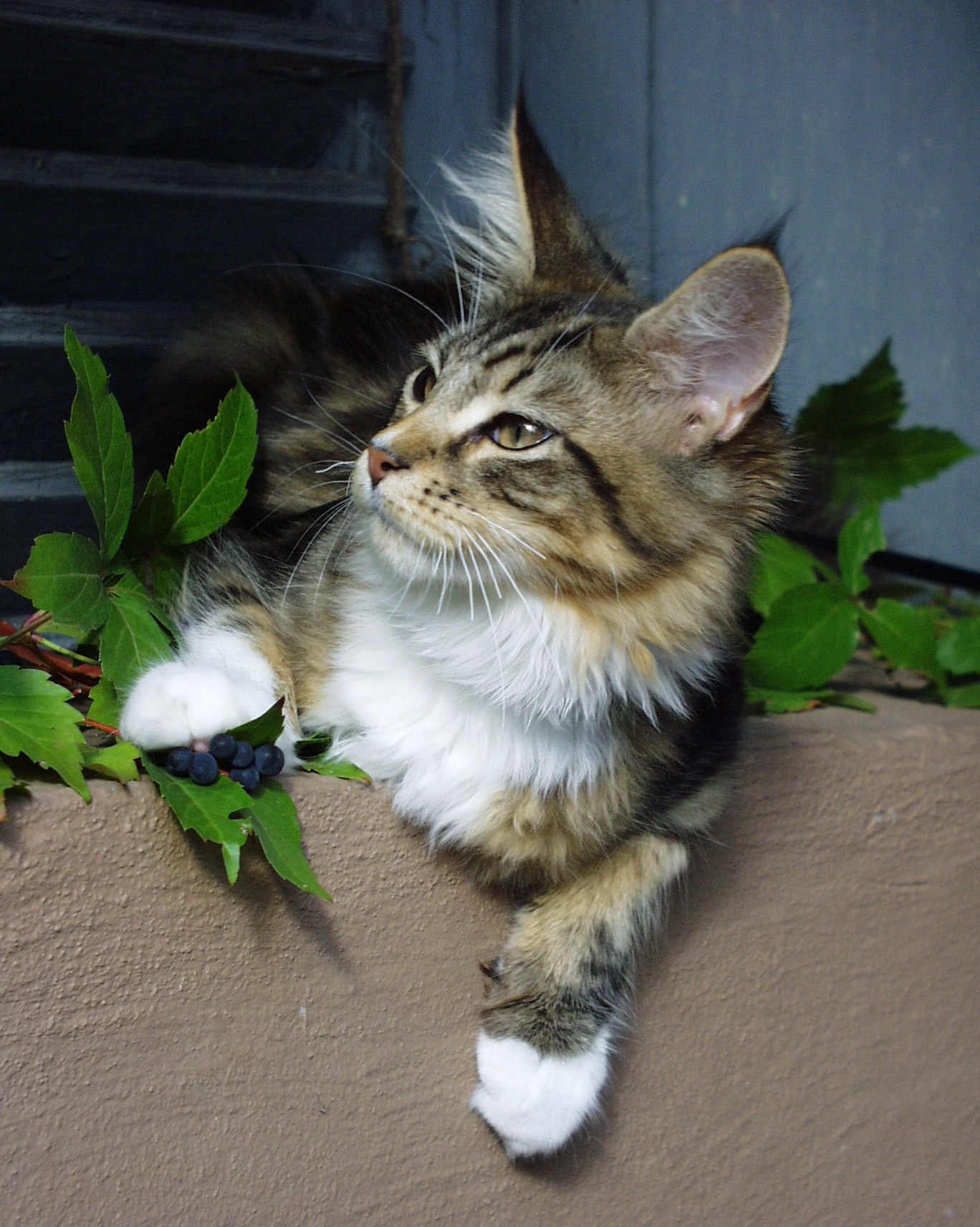
Un cadell mascle

Segons la Federació Internacional Felina un Maine coon estàndard ha de tenir les següents característiques: 
Cap
El cap d'un Maine Coon ha de ser mitjà, gairebé quadrat i amb un perfil lleugerament còncau. Pòmuls prominents i barbeta alineada amb el nas i el llavi superior.
Orelles
Les seves orelles són llargues i punxegudes.
Ulls
Els seus ulls són grans i lleugerament ovalats; qualsevol color és permès.
Cos
Musculós, d'aparença rectangular, coll musculós en els mascles i pit ampli. Les femelles són molt més petites que els mascles.
Pèl
El seu pèl és resistent a l'aigua i a la neu, és curt en el cap però es va allargant en arribar a la cua.

## Comportament
Els Maine coon solen ser amorosos, i com la majoria dels gats, mandrosos. Tot i ser mandrosos són molt àgils i són molt utilitzats per a la caça de ratolins, per la seva habilitat natural d'atrapar preses. Són gats d'exteriors i gaudir la companyia de la seva pròpia espècie. A causa de la seva impermeabilitat, alguns poden tolerar l'aigua, i fins i tot jugar-hi.

## Popularitat
Els Maine coon són gats molt populars entre els criadors de gats per la seva gran bellesa i estil. És ara una de les races de gats més populars dels concursos.
Els Maine coon s'han utilitzat des del primer concurs de gats celebrat a Madison Square, Nova York el 1895. En aquest concurs un Maine Coon femella marró anomenat Cosey es va endur el primer lloc.